# Pseudoheriades pentatuberculata
Pseudoheriades pentatuberculata is een vliesvleugelig insect uit de familie Megachilidae. De wetenschappelijke naam van de soort is voor het eerst geldig gepubliceerd in 1993 door Gupta & Sharma.